# Joaquín Sáenz y Arriaga
Joaquín Sáenz y Arriaga (12 de octubre de 1899-28 de abril de 1976) fue un teólogo católico mexicano. 
Jesuita de 1916 a 1952, era un férvido crítico de las decisiones del Concilio Vaticano II y del Papa Pablo VI. En 1972, fue declarado excomulgado por la Conferencia del Episcopado Mexicano. Se le considera uno de los primeros promotores del sedevacantismo.

## Biografía
Joaquín Sáenz y Arriaga nació el 12 de octubre de 1899. De joven, fue educado en el espíritu del movimiento cristero, Miguel Agustín Pro y otros católicos que lucharon contra el gobierno de Plutarco Elías Calles en la década de 1920, en el marco de la Guerra Cristera. Puso gran énfasis en la doctrina católica de la Realeza de Cristo.

### Sedevacantismo
Cuando las reformas del Concilio Vaticano II comenzaron a implementarse en Norteamérica, fue Sáenz quien lideró la lucha contra ellas. Su tradicionalismo intransigente condujo a un rechazo de la nueva Iglesia Conciliar, y fue uno de los primeros en proponer la conclusión teológica del sedevacantismo, que sostiene que, desde la muerte del Papa Pío XII, ha habido un estado de sede vacante en Roma porque los siguientes llamados papas abrazaron las enseñanzas heréticas del falso Concilio Vaticano II.
Más tarde incorporó estas ideas en sus libros La nueva iglesia montiniana (1971), y Sede Vacante: Paulo VI no es Papa legítimo (1973). En estos libros, afirmó que Pablo VI había perdido su autoridad papal a través de una herejía pública, pertinaz y manifiesta, cargo que supuestamente había ocupado durante algún tiempo. Fue una influencia catalizadora en los tradicionalistas católicos laicos y clericales que se opusieron al Concilio Vaticano II en México, persuadiéndolos a defender y mantener la "Fe verdadera" y estableciendo capillas e iglesias independientes.

### Excomulgado por la Iglesia Católica
En reacción a sus actividades, el cardenal mexicano Miguel Darío Miranda Gómez declaró oficialmente que Sáenz había incurrido en excomunión. En respuesta, el padre Moisés Carmona, colaborador y discípulo de Sáenz, escribió:

Te excomulgaron por tu fidelidad a Cristo, a sus enseñanzas ya su Iglesia. ¡Bendita excomunión! ¡Mientras sea por esta razón, que todas [tales] excomuniones caigan sobre mí!.

### Unión Católica Trento
En la década de 1970, Sáenz, junto con Carmona y el padre Adolfo Zamora, fundaron la Unión Católica Trento, tiempo durante el cual también aconsejó a los tradicionalistas católicos estadounidenses que formaran sus propias organizaciones, lo que resultó en la fundación del Padre Francis E. Fenton del Movimiento Católico Romano Ortodoxo, el homólogo estadounidense de la Unión Católica Trento.

### Testamento y posterior muerte
En su último testamento, escrito el 25 de abril de 1976, Sáenz escribió:

Mi vida y todo lo que es más precioso para mí lo he sacrificado por Cristo, por la Iglesia y por el Papado [...].

y añadió:

Que el último grito de mi alma sea el de nuestros mártires mexicanos: ¡Viva Cristo Rey, Viva la Virgen de Guadalupe!.

Murió de cáncer de próstata, tres días después, el 28 de abril.